# Нойз-поп
Нойз-поп (англ. noise pop) - піджанр альтернативного та інді-року, що розвинувся в середині 1980-х років у Великій Британії та Сполучених Штатах. Він визначається сумішшю нойзу або зворотного зв'язку з пісенним мистецтвом, яке частіше зустрічається в попмузиці. Шугейзинг, ще один нойзовий жанр, що розвинувся в 1980-х роках, взяв свій початок від нойз-попу.